# 景山溪
景山溪（巴宰語：Taroko），舊稱哆囉嘓溪、哆囉咕溪，又稱鯉魚溪，位於臺灣苗栗縣，是大安溪的右岸支流、卓蘭鎮與大湖鄉的界河。景山溪發源自卓蘭鎮大克山，全長19公里，流域面積96.69平方公里，流向為東西向，下游有鯉魚潭水庫，在三義鄉火炎山南方尖豐公路附近匯入大安溪。

## 水文
景山溪發源自卓蘭鎮大克山，是大安溪的支流，位於大安溪右岸、是卓蘭鎮與大湖鄉的界河。全長19公里，流域面積96.69平方公里，流向為東西向，河床起伏小:42。流經卓蘭鎮、大湖鄉、三義鄉，下游為鯉魚潭水庫及卓蘭發電廠景山分廠。流經鯉魚潭水庫後，景山溪在三義鄉火炎山南方尖豐公路附近匯入大安溪:30:6。支流包括蘇魯溪、爽文溪、坪林溪、大克溪及流壁下溪:2-19。

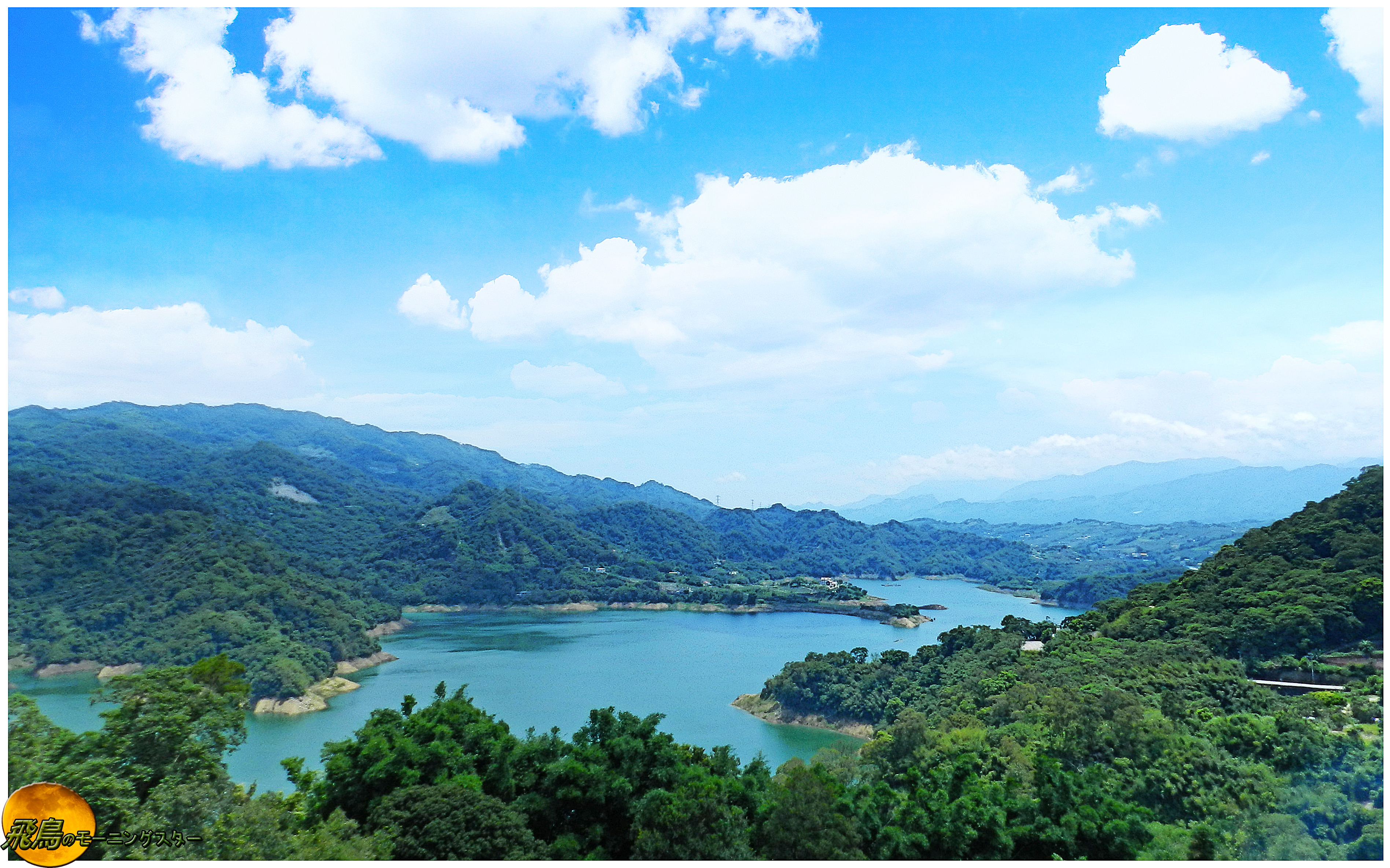
鯉魚潭水庫

### 水庫
鯉魚潭水庫位於景山溪中游，於1992年落成，是苗栗縣最大水庫，蓄水量有1億2600萬立方公尺，壩高96公尺。水源來自景山溪及大安溪越域引水，提供民生用水、工業用水以及下游農田灌溉，每日可提供70萬公噸用水:9:1-1。下游左岸有卓蘭發電廠景山分廠，利用其水流發電。

## 生態
景山溪的鯉魚潭原先盛產鯉魚，鯉魚潭因此得名。但自從鯉魚潭水庫興建後，鯉魚逐漸變少。景山溪水質乾淨，曾觀測到臺灣特有種及保育類，包括朱鸝、臺灣山鷓鴣、藍腹鷴、臺灣竹雞、臺灣山羌、遊隼、食蟹獴等，:23-27，魚類部分則有臺灣石𩼧、臺灣鬚鱲等:28-29。

## 人文
巴宰族岸裡社自1845年來開始朝景山溪旁的鯉魚潭移居，現為上山下部落，巴宰語稱為Taba。